# Leucauge lombokiana
Leucauge lombokiana este o specie de păianjeni din genul Leucauge, familia Tetragnathidae, descrisă de Strand, 1913. Conform Catalogue of Life specia Leucauge lombokiana nu are subspecii cunoscute.